# Saint-Julien-Mont-Denis
Saint-Julien-Mont-Denis è un comune francese di 1 686 abitanti situato nel dipartimento della Savoia della regione dell'Alvernia-Rodano-Alpi.

## Società

### Evoluzione demografica
Abitanti censiti

## Amministrazione

### Gemellaggi
- Villar Focchiardo